# Competence Centre for Surface Based Air and Missile Defence

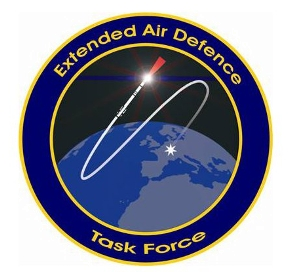
Logo der EADTF von 2009 bis 2014

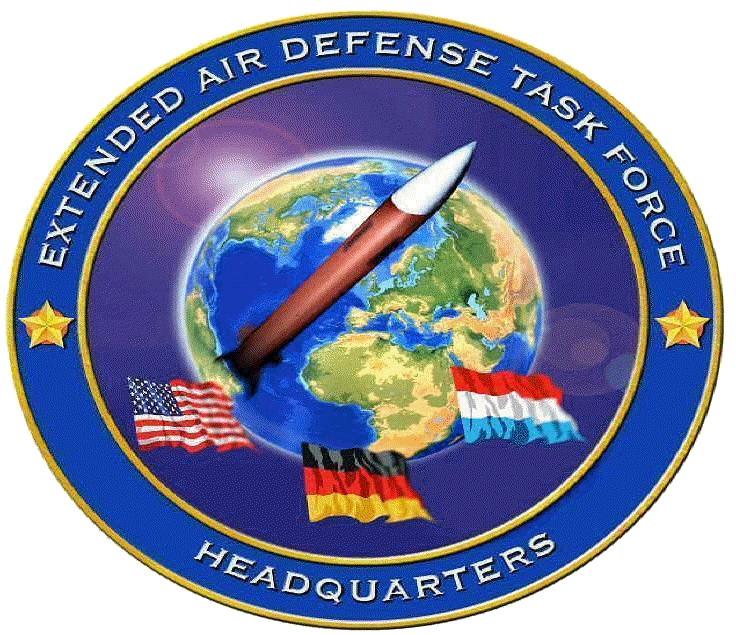
Logo der EADTF von 1999 bis 2008

Das Competence Centre for Surface Based Air and Missile Defence (CC SBAMD), von 1999 bis 2014: Extended Air Defence Task Force (EADTF), ist ein Kompetenzzentrum zur Verbesserung der Luft- und Raketenabwehr und eine binationale Kooperation, an der Deutschland und die Niederlande beteiligt sind. Sie hat ihren Sitz in Ramstein-Miesenbach.

## Geschichte
Die Vorgängerorganisation Extended Air Defence Task Force (EADTF), ursprünglich auch „US/NL/GE Extended Air Defense Task Force“ genannt, war eine Kommandobehörde und trinationaler Militärstab zur taktischen Luftverteidigung, die aus 34 Soldaten aus Deutschland, den Niederlanden und den USA bestand. Der Stab wurde am 2. August 1999 in der deutschen Siegerland-Kaserne in Burbach gebildet, die offizielle Eröffnungsfeier war am 3. Dezember 1999. Als Rechtsgrundlage dient eine Vereinbarung zwischen den drei Staaten mit dem Zweck der erweiterten Luftverteidigung im Rahmen des Roland-/Patriot-Folgeabkommens. Durch die zunehmende Verbreitung von Raketensystemen, unbemannter (UAVs), aber auch immer schnelleren und kleineren bemannten Flugzeugen mit weitreichender Bewaffnung und hoher Treffergenauigkeit vereinbarten die Verteidigungsminister der drei beteiligten Staaten mit der EADTF eine Ergänzung der klassischen Luftverteidigung. Alle drei Staaten besitzen hierzu mit dem Raketenabwehrsystem MIM-104 Patriot ein Waffensystem zur Luftverteidigung. Aufgabe der EADTF war die Planung, Vorbereitung und Durchführung gemeinsamer Ausbildungs- und Übungsaktivitäten. Ziel ist die Kompatibilität und Interoperabilität der nationalen Luftverteidigungssysteme zu unterstützen und die Kooperation zu intensivieren.
Im Juli 2004 wurde das Hauptquartier der EADTF von Burbach nach Heidelberg verlegt. Als Etat standen der EADTF 2004 rund 418.000 Euro zur Verfügung, der deutsche Beitrag für den Stab belief sich auf 176.000 Euro.
Im Juli 2008 wurde die EADTF auf die Ramstein Air Base in das Allied Air Command Ramstein (AIRCOM) verlegt.
Vom 14. bis 23. März 2005 beteiligte sich die EADTF auf dem niederländischen Luftwaffenstützpunkt De Peel bei Deurne auch an der NATO-Russland-Luftverteidigungsübung Collaborative Arrow 05 auf Grundlage des TMD Systems Interoperability Project, einer Zusammenarbeit der NATO mit Russland im Bereich der taktischen Luftverteidigung.
Nach dem Ausstieg der USA im Juli 2008, bestand die EADTF nur noch aus 16 Soldaten, 5 aus den Niederlanden und 11 aus Deutschland. Ab Anfang 2011 waren zusätzlich Soldaten aus Frankreich, Polen und den USA mit „Beobachterstatus“ bei der EADTF zugelassen.

## Transformation zur CC SBAMD
Am 24. September 2014 wurde die Extended Air Defence Task Force (EADTF) im Rahmen der 10. Air & Missile Defence Konferenz im Marinekommando Rostock zum Competence Centre for Surface Based Air and Missile Defence (CC SBAMD) umgewandelt. Das CC SBAMD ist wie zuvor die EADTF auch, nicht in die NATO-Kommandostruktur und das NATO-Luftverteidigungssystem eingebunden. Eine feste Unterstellung von Verbänden ist nicht vorgesehen.
Das CC SBAMD plant zudem eine Kooperation mit dem US-amerikanischen European Integrated Air and Missile Defence Centre (EIAMDC), das am 26. September 2012 in Einsiedlerhof nahe Kaiserslautern gegründet wurde.
Director des CC SBAMD ist seit April 2023 der deutsche Oberst Siegfried Kraus.